# Apikal dominans

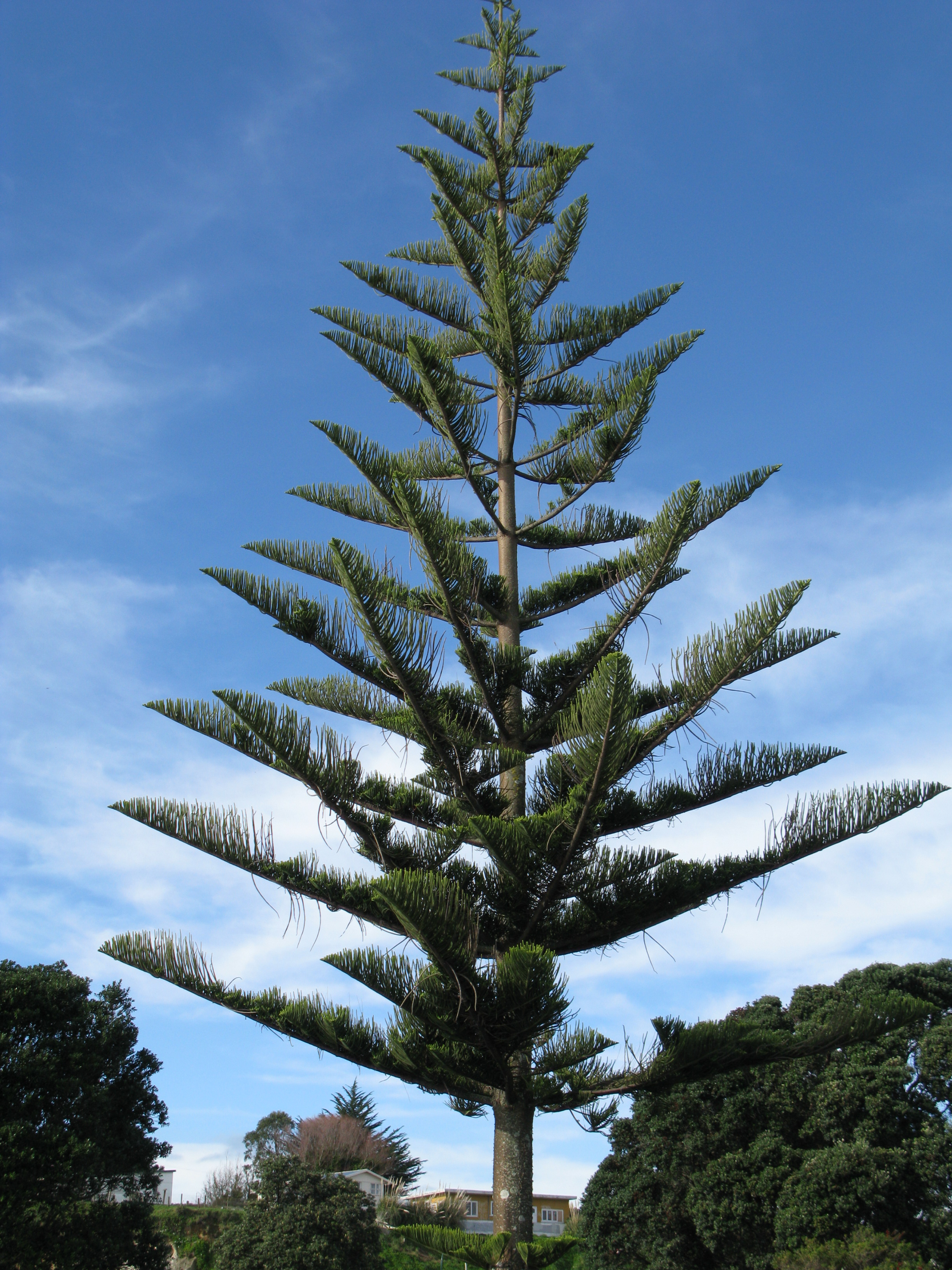
Många barrväxter visar särskilt stark apikal dominans, starkast av alla i familjen Araucariaceae, och visar en enda upprätt central stam med starkt differentierade horisontella grenar. Sticklingar av Araucariaceae-arter som tas från en sidogren kommer inte att utveckla upprätt tillväxt. Rumsgran, Nya Zeeland.

Apikal dominans innebär att den huvudsakliga, centrala stammen av växten dominerar över andra sidostammar; på en gren är huvudstammen av grenen ytterligare dominerande över sina egna sidokvistar.

## Översikt
Apikal dominans inträffar när stamspetsen hämmar tillväxten av sidoknoppar så att växten kan växa vertikalt. I apex produceras hormonet auxin som reglerar den apikala dominansen. Produktionen av auxin upphör om apex dör, vilket leder till att sidoknopparna börjar växa. Om sidoknopparna börjar producera auxin kommer dessa att bilda nya huvudskott istället.
Tall och gran växer på höjden med en rak, genomgående stam och spetsig krona med tydligt centrerat toppskott, vilket kännetecknar stark apikal dominans. Svag apikal dominans kännetecknas av bokar, som måste anläggas i täta bestånd med sidoträngsel för att skapa en genomgående huvudstam.